# Prosecco

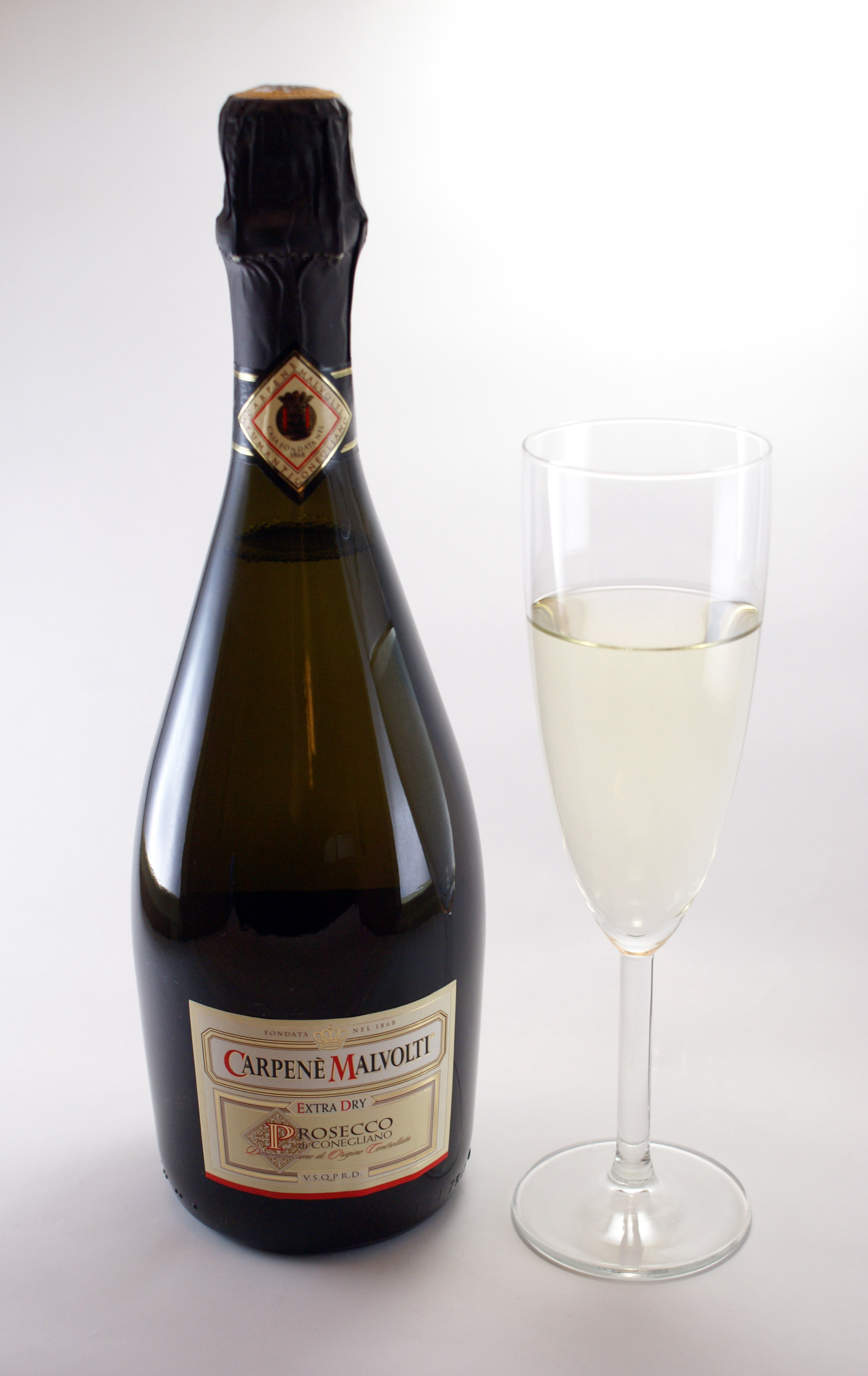
Prosecco der früheren DOC Conegliano

Prosecco (Aussprache: eingedeutscht mit weichem „s“ [pʁoˈzɛko] oder italienisch mit scharfem „s“ [proˈsekko]; Mehrzahl: eingedeutscht die Proseccos oder italienisch Prosecchi [proˈsekki]) ist die geschützte Ursprungsbezeichnung (g.U) für italienische Stillweine und Schaumweine („Spumante“ oder „Frizzante“), die die Anforderungen des „Disciplinare di Produzione della Denominazione di Origine Controllata [DOC] dei vini Prosecco“, oder des „Disciplinare di Produzione della Denominazione di Origine Controllata e Garantita [DOCG] dei vini Asolo Prosecco [bzw. nur] Asolo“, oder „Disciplinare di Produzione della Denominazione di Origine Controllata e Garantita [DOCG] dei vini Conegliano Valdobbiadene – Prosecco“ erfüllen.
Prosecco war bis Ende 2009 die Bezeichnung einer weißen Rebsorte, die seither Glera genannt werden muss. Seit dem 1. Januar 2010 ist Prosecco grundsätzlich eine geschützte Ursprungsbezeichnung und im EU-Register der geografischen Angaben „eAmbrosia“ eingetragen.
Die Disciplinare definieren unter anderem die Anbaugebiete der Trauben, den Herstellungs- und Abfüllort und auch die Flaschen, in denen Prosecco in den Verkehr gebracht werden darf. Die Anbaugebiete liegen in vier bestimmten Provinzen der Region Venetien, nämlich Belluno, Padova, Treviso, Venedig und Vicenza, und in der gesamten Region Friaul-Julisch Venetien. Hier muss auch die Vinifikation, die Erzeugung des Schaumweins und die Abfüllung in Flaschen erfolgen. Die Maßnahmen dienen der Steigerung der Qualität. Die zuvor praktizierte Ausfuhr billigst gemachter Weine in Tankwagen, und eine Abfüllung in „Tüten“ und „Dosen“ ist nun nicht mehr möglich.
Im Juli 2019 wurde das Herkunftsgebiet Le Colline del Prosecco di Conegliano e Valdobbiadene in die Welterbeliste der UNESCO aufgenommen.

## Herkunft des Weins und des Namens

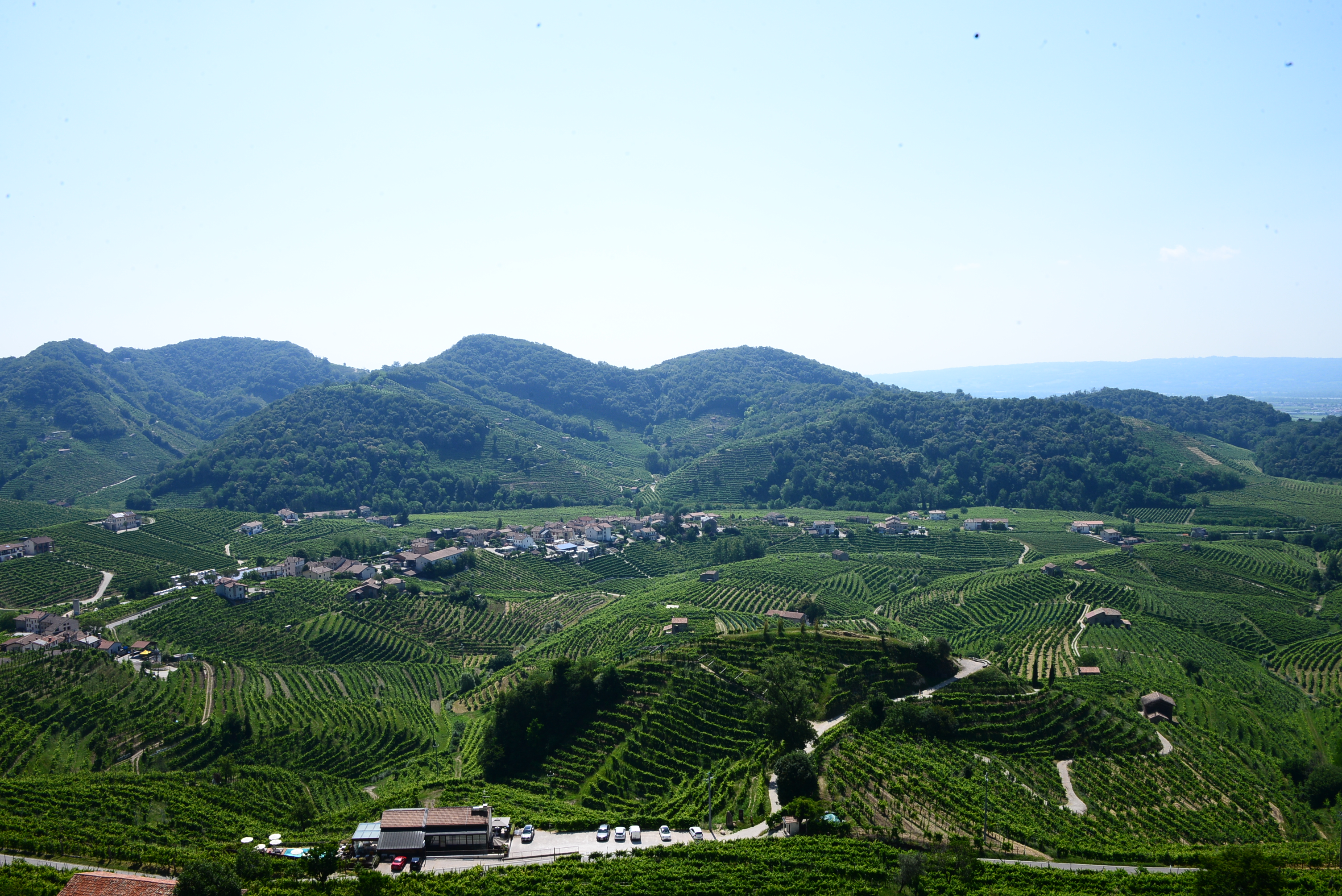
Unterzone Cartizze westlich Valdobbiadene

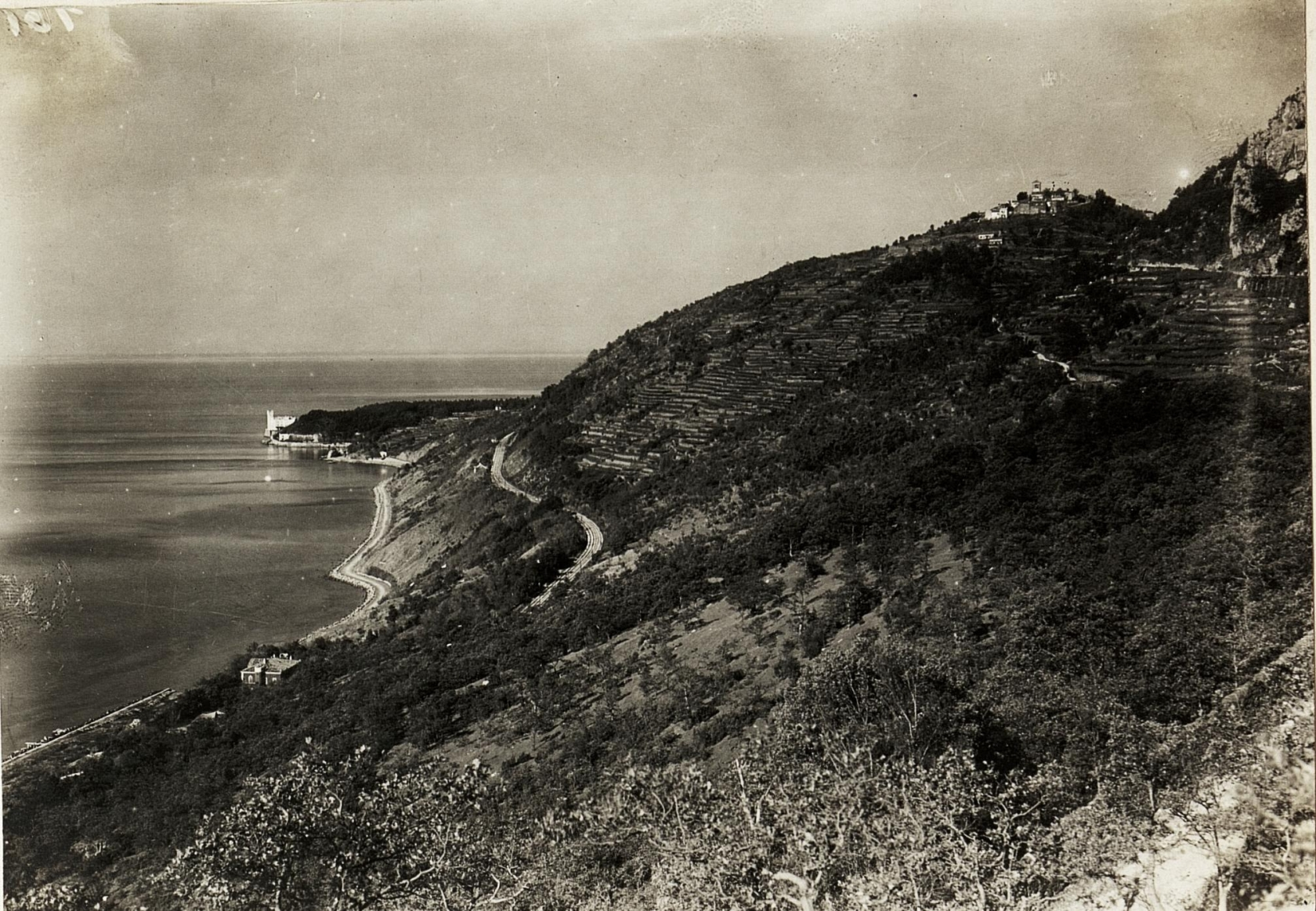
Historisches Bild der Rebhänge zwischen Barcola und Prosecco, beides inzwischen Ortsteile von Triest.

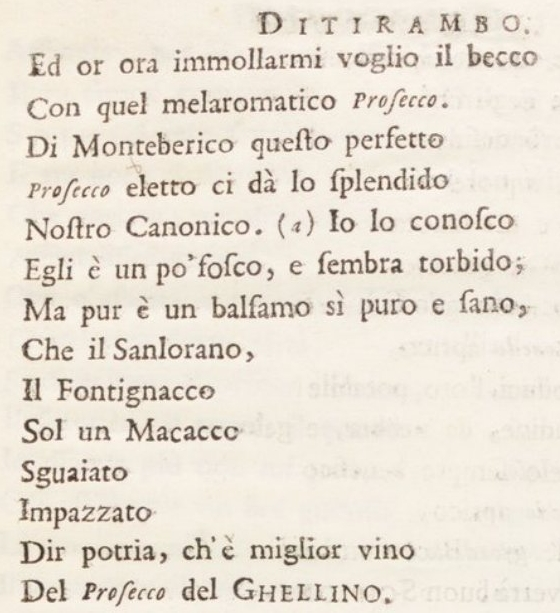
Erste Verse mit dem Wort Prosecco. Aus dem Buch „Il Roccolo Ditirambo“ (1754)

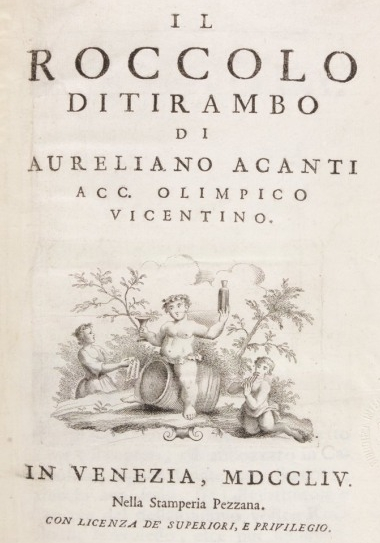
Buchdeckel des „Il Roccolo Ditirambo“ (1754)

Im Altertum war der Prosecco als Vinum Pucinum hochgeschätzt. Castellum Pucinum war das Toponym des heutigen Proseccogebiets nördlich von Tergeste (Triest) während der Römischen Antike. Livia Drusilla (58 v. Chr.–29 n. Chr.), die dritte Gattin von Kaiser Augustus (64 v. Chr.–14 n. Chr.), soll diesen Vinum Pucinum wegen seiner medizinischen Wirkung geliebt haben. Am Ende ihres langen Lebens (sie wurde 87) schrieb sie ihr hohes Alter dem regelmäßigen Genuss dieses Weines zu und empfahl ihn allen als ein „Elixier für ein langes Leben“, der laut Plinius der Ältere „im Golf des Adriatischen Meeres, nicht weit entfernt von dem steinigen Hügel der Quelle des Timavo, wo die Meeresbrise wenige Amphoren reifen lässt“, hergestellt wurde (Carnorum haec regio iunctaque Iapudum, amnis Timavus, castellum nobile vino Pucinum, Tergestinus sinus, colonia Tergeste XXXIII ab Aquileia).
Der Begriff „Prosecco“, wie wir ihn kennen, wird zum ersten Mal in Il Roccolo Ditirambo erwähnt. Das Gedicht wurde 1754 von Valeriano Canati unter dem Pseudonym Aurelian Acanti geschrieben: „… und jetzt will mir den Mund benetzen mit diesem apfelaromatischen Prosecco …“. Ihren Namen hat die Herkunftsbezeichnung von dem gleichnamigen, zur Gemeinde Triest gehörenden Dorf Prosecco (auf Slowenisch: Prosek), welches auch als Prosseck, Prossegg und Prosegg geführt wurde. Bei Prosecco stand zwischen dem 14. und dem 17. Jahrhundert eine Burg mit einem hohen Turm namens Moncolano (deren Ruinen neben dem Friedhof Contovello kann man noch heute sehen), die in deutschsprachigen Habsburgerdokumenten Prosek genannt wird. Mit dem italienischen Adjektiv secco (trocken) hat der Name nichts zu tun, sondern mit dem Slawischen proseku (abgeholzte Fläche). Der Wein wurde damals von der lokalen slowenischsprachigen Bevölkerung als Prosegker beziehungsweise Prosekar bezeichnet und im adriatischen Küstenstreifen in der Nähe der Dörfer Contovello, Prosecco, Santa Croce und Barcola angebaut.

## Unterscheidung
Prosecco gibt es als Schaumwein, Perlwein oder Weißwein (Stillwein).

### Schaumwein

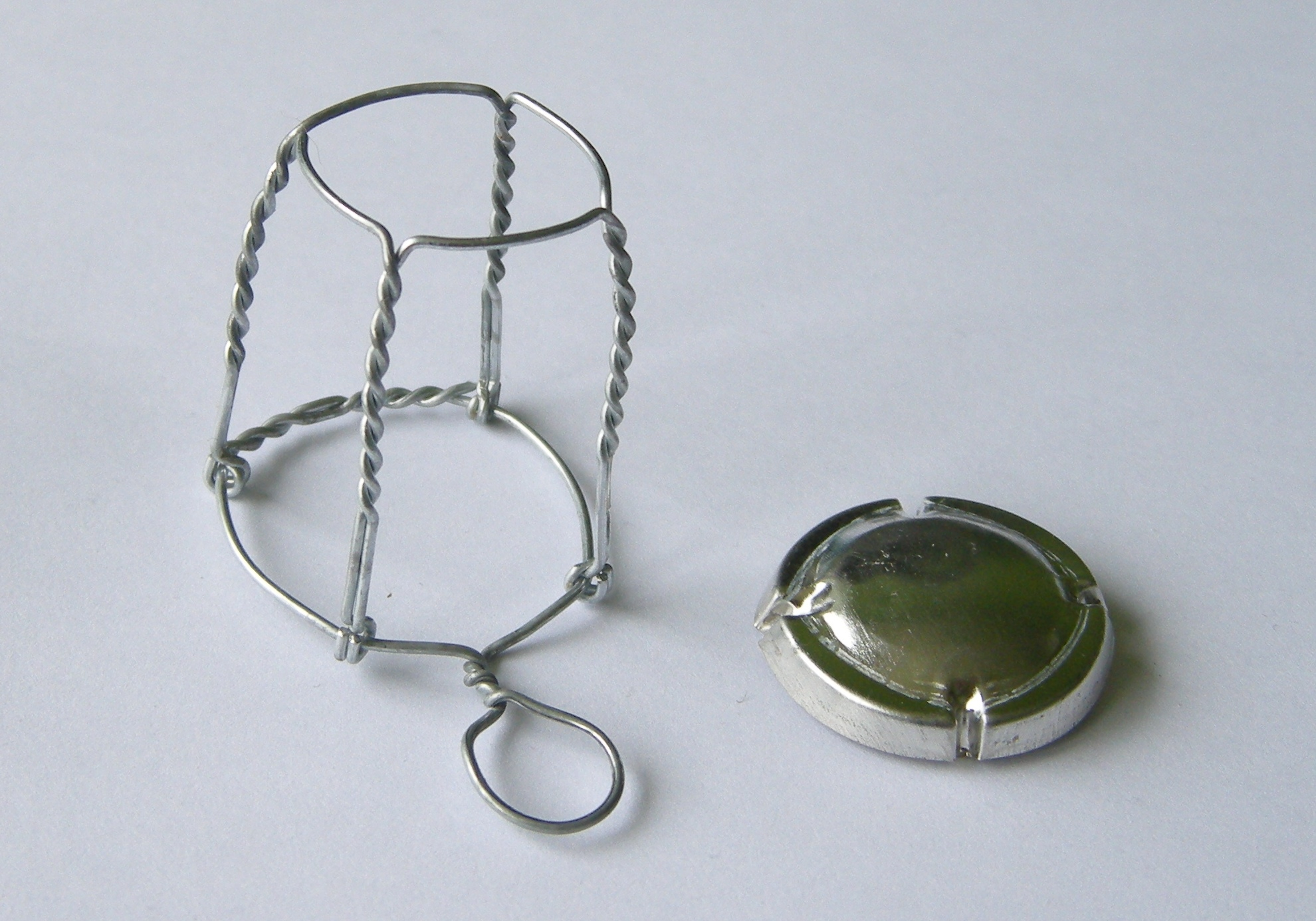
Agraffe zum Sichern eines Prosecco-Spumante-Korkens

Der Schaumwein Prosecco Spumante darf nur als Sekt bezeichnet werden, wenn die Kohlensäure entweder durch eine Flaschengärung oder durch Tankgärung (Metodo Martinotti) hervorgerufen wurde. Im Unterschied zu französischem Champagner oder deutschen Winzersekten wird der Schaumwein Prosecco oft nicht in der aufwändigeren Flaschengärung, sondern in Tankgärung hergestellt. Spumante hat dadurch einen wesentlich höheren Kohlensäuregehalt – im Idealfall eine feine Perlage, die sich noch lange im Glas abbildet. Ein Prosecco Spumante unterliegt in deutschem Hoheitsgebiet der Schaumweinsteuer in Höhe von 1,36 €/l – bei einer 0,75-l-Flasche entspricht das 1,02 €. Typisches Merkmal für einen Prosecco Spumante ist der herkömmliche Sektkorken, der mit einer Agraffe (Drahtbügel) verschlossen ist. Dies erfordert der hohe Druck.

### Perlwein
Prosecco frizzante ist ein Perlwein mit geringem Kohlensäuregehalt, bei dessen Herstellung oftmals einem Stillwein durch Anwendung von Druck und Kühlung Kohlensäure hinzugesetzt (Imprägnierverfahren) wird. Eine Erzeugung im Wege einer Tankgärung ist auch möglich. Solch ein einfacher Frizzante gibt die Kohlensäure nach dem Öffnen der Flasche sehr schnell an die Umgebung ab, er schmeckt dann „schal“. Bei dem niedrigen Druck reicht ein einfacher Korken, der mit einem Bindfaden gesichert wird. Mittlerweile gibt es auch Marken, bei denen die Flaschen mit Kronkorken, Schraubverschluss o. Ä. verschlossen werden.

### Stillwein
Neben Schaum- und Perlweinen werden auch Stillweine erzeugt. Diese sind jedoch in Deutschland kaum bekannt. Die als Prosecco spento, Prosecco tranquillo (ruhig), Prosecco fermo (still) bezeichneten Weine werden überwiegend bereits in den Ursprungsgebieten verbraucht. Es ist dort der Wein für die ortstypische „ombra“, das Gläschen zwischendurch, das den ganzen Tag über ohne besonderen Anlass getrunken wird.

## Herkunftsbezeichnung
Seit etwa Anfang April 2010 gibt es folgende gesetzliche Regelung:
- „Prosecco DOC“ (Denominazione di origine controllata) kennzeichnet die Produktion aus einem größeren Territorium, das sich auf fünf Provinzen in der Region Venetien sowie in Friaul-Julisch Venetien verteilt.[13]

- Zwei Proseccos dürfen die Bezeichnung „DOCG“ (Denominazione di Origine Controllata e Garantita für „kontrollierte und garantierte Herkunftsbezeichnung“) tragen. Beide kommen aus den Voralpen der Provinz Treviso (Region Venetien):

1. Der Conegliano Valdobbiadene DOCG kommt aus den zwei Anbaugebieten Valdobbiadene und Conegliano. Das Flüsschen Soligo markiert die Grenze zwischen den beiden Gebieten.[14] → Hauptartikel: Prosecco di Conegliano Valdobbiadene
2. Der Colli Asolani DOCG stammt aus der Gegend um die Stadt Asolo.[15] → Hauptartikel: Colli Asolani-Prosecco

- „Prosecco IGT“ (Indicazione Geografica Tipica) war eine Bezeichnung, die es heute nicht mehr gibt bzw. geben kann, da das Wort „Prosecco“ auf oben genannte Anbaugebiete beschränkt ist. Früher waren damit Weine, Perlweine und Schaumweine benannt, die aus der damals noch „Prosecco-Traube“ genannten Rebsorte (heute Glera) bestanden, jedoch nicht aus den gesetzlich festgelegten Anbaugebieten kamen. Andere Synonyme für die Rebsorte Glera sind zum Beispiel Serprina, Serprino, Grappolo, Spargolo, Ghera oder Sciprina.[16]

## Erzeugung
Prosecco ist ein sehr großes Herkunftsgebiet. 2017 wurden insgesamt 3.197.033 hl DOC-Wein erzeugt. Die Zahlen der Regionen Friaul und Venetien wurden hier zusammengefasst. Aus den Subzonen Asolo und aus Conegliano Valdobbiadene wurden keine Zahlen gemeldet.
Prosecco wird überwiegend aus der Rebsorte Glera hergestellt (85–100 %). Maximal 15 % von autochthonen Rebsorten (Bianchetta, Perera, Verdiso, Glera lunga) oder internationalen Sorten, wie Chardonnay, Pinot bianco, Pinot grigio und Pinot nero, dürfen zugesetzt werden.

## Beschreibung
Laut Denomination (Auszug):

### Prosecco
(ohne weitere Zusatzbezeichnung ist der Stillwein gemeint)
- Farbe: strohgelb
- Geruch: fein, charakteristisch, typisch für die Rebsorte
- Geschmack: von trocken bis lieblich, frisch und charakteristisch
- Alkoholgehalt: mindestens 10,5 % Vol.
- Säuregehalt: min 4,5 g/l
- Trockenextrakt: min. 15 g/l

### Prosecco Spumante
- Perlage: anhaltend
- Farbe: mehr oder weniger intensiv strohgelb, leuchtend
- Geruch: fein, charakteristisch, typisch für die Rebsorte
- Geschmack: von „brut“ (sehr trocken) bis „demi-sec“ (halbtrocken), frisch und charakteristisch
- Alkoholgehalt: mindestens 11,0 % Vol.
- Säuregehalt: min 4,5 g/l
- Trockenextrakt: min. 14 g/l

### Prosecco Frizzante
- Perlage: mit offensichtlicher Entwicklung von Bläschen
- Farbe: mehr oder weniger intensiv strohgelb, leuchtend
- Geruch: von trocken bis lieblich, frisch und charakteristisch
- Geschmack: von „brut“ (sehr trocken) bis „demi-sec“ (halb-trocken), frisch und charakteristisch
- Alkoholgehalt: mindestens 10,5 % Vol.
- Säuregehalt: min 4,5 g/l
- Trockenextrakt: min. 14 g/l

## Sonstiges
Der Verein Prosecco DOC betreibt zum Jahresende 2023 eine Kampagne in London. Plakate zeigen ein Getränkefass und appellieren This is not Prosecco. Do not call it Prosecco, if it is a common effervescent wine.